# Gabriel Németh
Gabriel Németh (* 4. září 1964) je bývalý slovenský fotbalista.

## Fotbalová kariéra
V československé lize hrál za Spartak Hradec Králové. Nastoupil ve 3 ligových utkáních. Ve druhé nejvyšší soutěži hrál za Lokomotívu Košice a Slavoj Poľnohospodár Trebišov.

## Ligová bilance
| Ročník                                      | Zápasy | Góly | Klub                          |
| ------------------------------------------- | ------ | ---- | ----------------------------- |
| 1. slovenská národní fotbalová liga 1986/87 | 1      | 0    | Lokomotíva Košice             |
| 1. československá fotbalová liga 1987/88    | 3      | 0    | Spartak Hradec Králové        |
| 1. slovenská národní fotbalová liga 1987/88 | 2      | 0    | Slavoj Poľnohospodár Trebišov |
| CELKEM                                      | 3      | 0    |                               |